# Léopoldine de Savoie-Carignan
Léopoldine de Savoie-Carignan (21 décembre 1744 - 17 avril 1807) est une princesse de Savoie, puis une princesse de Melfi par son mariage avec Giovanni Andrea VI Doria-Pamphilj-Landi. Elle est la sœur aînée de la princesse de Lamballe. 

## Biographie
Léopoldine Marie, princesse de Savoie, est née au palais Carignan à Turin, capitale du royaume de Sardaigne. Elle est le troisième enfant et la seconde fille d'une fratrie de dix. 
Son père, Louis-Victor de Savoie, prince de Carignan, est le chef de la branche cadette de la maison de Savoie qui règne alors sur la Sardaigne. Sa mère, Christine-Henriette de Hesse-Rheinfels-Rotenbourg, est la sœur de la défunte reine Polyxène de Hesse-Rheinfels-Rotenbourg, épouse de Charles-Emmanuel III de Sardaigne. Les enfants de Charles-Emmanuel sont donc ses cousins germains, y compris le futur roi Victor-Amédée III de Sardaigne. 
Ses frères sont Victor-Amédée II de Savoie-Carignan, grand-père du roi Charles-Albert de Sardaigne et Eugène, comte de Villafranca, fondateur de la lignée de Savoie-Villafranca. Sa sœur la plus célèbre est Marie-Thérèse-Louise de Savoie-Carignan, future épouse de Louis-Alexandre de Bourbon et amie de Marie-Antoinette d'Autriche. Ses autres sœurs sont Charlotte, religieuse, Catherine, princesse de Paliano par son mariage dans la famille Colonna, et Gabrielle qui s'est mariée avec un prince de la maison de Lobkowicz. 
Elle reçoit une bonne éducation et parle couramment le français, l'italien et l'allemand. 
Elle épouse le 6 mai 1767 le prince de Melfi Andrea IV Doria-Pamphilj-Landi, membre de la riche famille Doria-Pamphilj-Landi, d'origine génoise. Andrea IV fréquentait la cour de Turin et le château de Racconigi, résidence personnelle des princes de Carignan. 
Le couple a neuf enfants : 
- Giovanni Andrea Doria-Pamphilj-Landi (14 juillet 1768 – 3 avril 1817), mentalement instable, il ne peut hériter du titre de prince de Melfi, prenant à la place celui de marquis de Santo Stefano ;
- Anna Doria-Pamphilj-Landi (15 novembre 1770 - 1835), épouse le marquis Giovanni Battista Serra en 1790, sans descendance ;
- Giorgio Doria-Pamphilj-Landi (17 novembre 1772 - 16 novembre 1837), cardinal ;
- Eleonora Doria-Pamphilj-Landi (11 janvier 1774 - 15 mars 1846), mariée en 1792 à Diego d'Avalos, prince de Montesarchio ;
- Maria Vittoria Doria-Pamphilj-Landi (20 novembre 1775 – 3 juin 1839), épouse Alessandro Pallavicino, marquis de Zibello, en 1797 ;
- Teresa Doria-Pamphilj-Landi (18 août 1778 - 5 avril 1784) ;
- Luigi Doria-Pamphilj-Landi (24 octobre 1779 - 26 janvier 1838), prince de Melfi, épouse Teresa Orsini en 1808 ;
- Carlo Doria-Pamphilj-Landi (13 avril 1781 - 19 juin 1856).
- Eugenia Doria-Pamphilj-Landi (1er juin 1786 - 23 juillet 1841), mariée à Marino Francesco Caracciolo, prince de Avellino, en 1801.

Arrivée à Rome le 20 juin 1767, elle s'installe au palais Doria-Pamphilj, site actuel de la galerie Doria-Pamphilj. Elle y meurt en 1807 à l'âge de 62 ans. 